# Gerronema josserandii
Gerronema josserandii är en svampart som beskrevs av Singer 1963. Gerronema josserandii ingår i släktet Gerronema och familjen Marasmiaceae.   Inga underarter finns listade i Catalogue of Life.